# Kihansia lovettii
Kihansia lovettii là một loài thực vật có hoa trong họ Triuridaceae. Loài này được Cheek mô tả khoa học đầu tiên năm 2003.